# 托博貝
托博貝（西班牙語：Tobobé），是巴拿馬的城鎮，位於該國西北部，由恩戈貝-布格雷特區的庫薩平區負責管轄，面積215.3平方公里，海拔高度0米，2010年人口5,056，人口密度每平方公里23.5人。